# Mérgező gomba

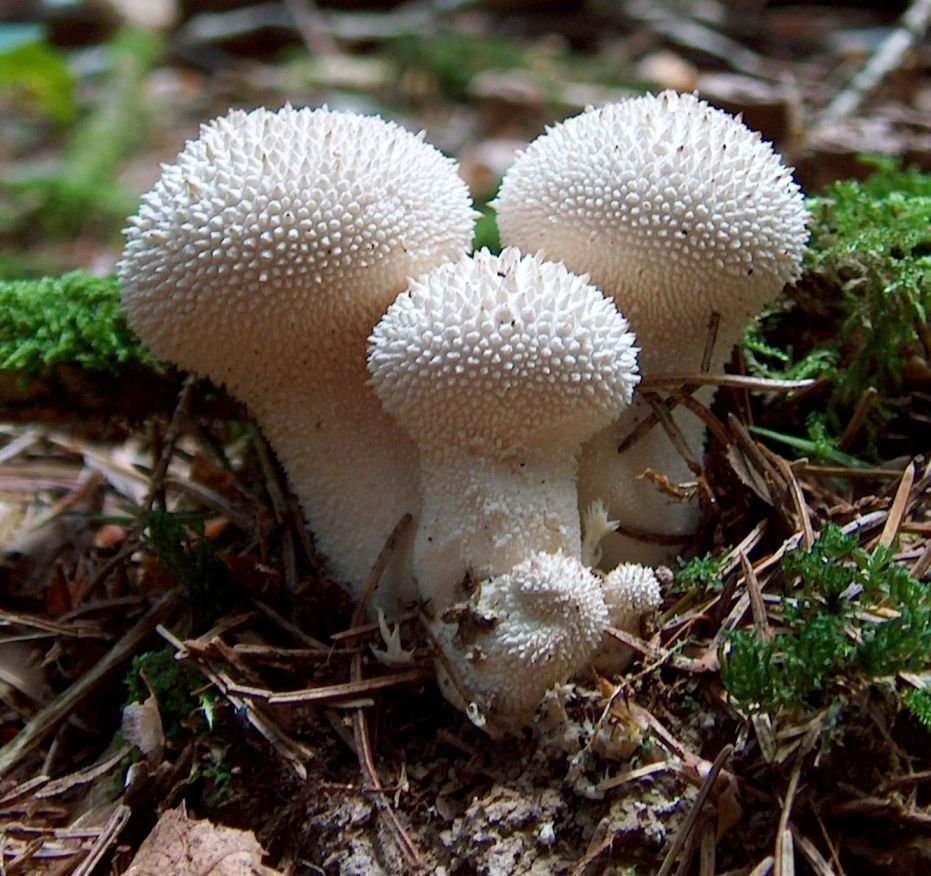
Bimbós pöfeteg, habár a fiatal gombák ehetőek, de könnyen össze lehet őket téveszteni a fejletlen galócákkal, melyek halálos mérgezést is okozhatnak

Mérgező az a gomba, amely önmagában vagy alkohollal együtt fogyasztva káros az egészségre: gyomor- és bélpanaszokat, émelygést, hányást, máj- és vesekárosodást vagy a legrosszabb esetben halált okozhat.

## A gombák egészségkárosító hatása
- mikózis: a betegséget kórokozó mikrogombák okozzák
- mikotoxikózis: a gombák által kiválasztott mérgező anyagok okozzák a betegséget
- mycetizmus: elfogyasztott mérgező nagygombák által okozott betegség
- gombás ételmérgezés: egyszerű ételmérgezés, romlott gombás étel okozza
- mikogén allergia: allergia, melyet gombák okoznak

A mérgezés kimenetele függ az életkortól (elsősorban a testtömeg miatt), az egészségi állapottól, a megevett gomba mennyiségétől, a gomba méreganyagának a mennyiségétől, és a mérgező gomba ételben való részarányától.